# Джейк Генцел
Джейк Генцел (англ. Jake Guentzel, нар. 6 жовтня 1994, Омаха) — американський хокеїст, центральний нападник клубу НХЛ «Піттсбург Пінгвінс».
Володар Кубка Стенлі.

## Ігрова кар'єра
Хокейну кар'єру розпочав 2010 року.
2013 року був обраний на драфті НХЛ під 77-м загальним номером командою «Піттсбург Пінгвінс».
Наразі єдиною професійною командою у кар'єрі гравця лишається клуб НХЛ «Піттсбург Пінгвінс».
У 2017 році, граючи за команду «Піттсбург Пінгвінс», став володарем Кубка Стенлі.
Наразі провів 114 матчів у НХЛ, включаючи 25 ігор плей-оф Кубка Стенлі.

## Статистика
| Сезон        | Клуб                            | Ліга         | Регулярний сезон | Регулярний сезон | Регулярний сезон | Регулярний сезон | Регулярний сезон | Плей-оф | Плей-оф | Плей-оф | Плей-оф | Плей-оф |
| Сезон        | Клуб                            | Ліга         | І                | Г                | П                | О                | ШХ               | І       | Г       | П       | О       | ШХ      |
| ------------ | ------------------------------- | ------------ | ---------------- | ---------------- | ---------------- | ---------------- | ---------------- | ------- | ------- | ------- | ------- | ------- |
| 2010–11      | Гілл-Мюррейська Школа           | USHS         | 25               | 15               | 28               | 43               | 10               | 3       | 4       | 2       | 6       | 4       |
| 2011–12      | Гілл-Мюррейська Школа           | USHS         | 31               | 23               | 52               | 75               | 16               | 3       | 1       | 4       | 5       | 0       |
| 2012–13      | «Су-Сіті Маскетірс»             | ХЛСШ         | 60               | 29               | 44               | 73               | 24               | —       | —       | —       | —       | —       |
| 2013–14      | «Омаха Маверікс»                | NCHC         | 37               | 7                | 27               | 34               | 16               | —       | —       | —       | —       | —       |
| 2014–15      | «Омаха Маверікс»                | NCHC         | 36               | 14               | 25               | 39               | 34               | —       | —       | —       | —       | —       |
| 2015–16      | «Омаха Маверікс»                | NCHC         | 35               | 19               | 27               | 46               | 20               | —       | —       | —       | —       | —       |
| 2015–16      | «Вілкс-Барре/Скрентон Пінгвінс» | АХЛ          | 11               | 2                | 4                | 6                | 0                | 10      | 5       | 9       | 14      | 0       |
| 2016–17      | «Вілкс-Барре/Скрентон Пінгвінс» | АХЛ          | 33               | 21               | 21               | 42               | 12               | —       | —       | —       | —       | —       |
| 2016–17      | «Піттсбург Пінгвінс»            | НХЛ          | 40               | 16               | 17               | 33               | 10               | 25      | 13      | 8       | 21      | 10      |
| 2017–18      | «Піттсбург Пінгвінс»            | НХЛ          | 51               | 15               | 10               | 25               | 30               |         |         |         |         |         |
| Усього в НХЛ | Усього в НХЛ                    | Усього в НХЛ | 91               | 31               | 27               | 58               | 40               | 25      | 13      | 8       | 21      | 10      |